# Освіта у Черкасах

## Історія освіти у Черкасах

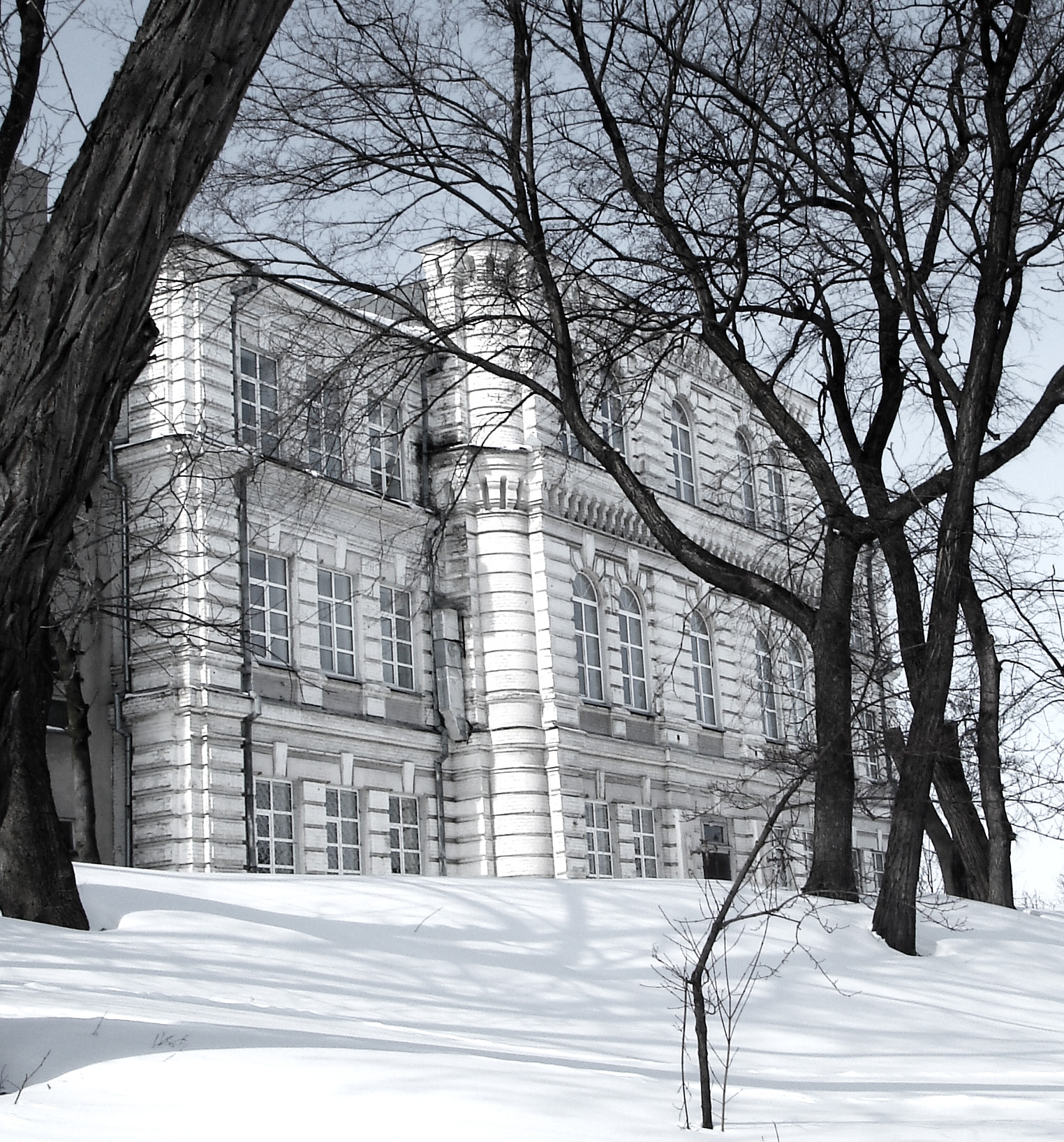
Будівля Першої міністерської чоловічої гімназії, 2010 рік

Провідною освітньою установою міста наприкінці XIX — на початку XX століть була Перша міністерська чоловіча гімназія, в добудованому приміщенні якої зараз міститься Черкаське музичне училище ім. С. С. Гулака-Артемовського. І дотепер у деяких зі «старих» шкіл отримують освіту — так у приміщенні, збудованої на місці зруйнованої під час Другої світової війни приватної жіночої гімназії Самойловської, зараз міститься найбільша в Черкасах та усієї області школа — спеціалізована школа № 17 (Асоційована школа ЮНЕСКО). Ще одна жіноча гімназія знаходилась в старому корпусі (збудованому за проектом відомого архітектора В. В. Городецького) нинішнього будинку юнацької творчості. У XIX столітті в місті ще було церковно-приходське училище — зараз на цьому місці знаходиться відділення Національного банку України у Черкаській області.

## Дошкільна освіта
Система дошкільних закладів у місті представлена розгалуженою мережею ясел і дитячих садочків, яких станом на 2017 рік налічується 53 заклади:
| №  | Назва               | Тип          | Вид        | Персонал | Дітей | Адреса                          |
| -- | ------------------- | ------------ | ---------- | -------- | ----- | ------------------------------- |
| 1  | «Дюймовочка»        | комбінований | ясла-садок | 54       | 211   | вул. Хрещатик, 135              |
| 2  | «Сонечко»           | загальний    | ясла-садок | 32       | 145   | вул. Хрещатик, 261              |
| 5  | «Червона гвоздика»  | комбінований | ясла-садок | 51       | 280   | вул. Надпільна, 301             |
| 7  | «Зірочка»           | спеціальний  | садок      | 28       | 51    | пров. Південний, 18             |
| 9  | «Ластівка»          | загальний    | ясла-садок | 49       | 228   | вул. Надпільна, 470             |
| 10 | «Ялинка»            | комбінований | ясла-садок | 33       | 133   | вул. Пастерівська, 57           |
| 13 | «Золотий ключик»    | спеціальний  | садок      | 59       | 107   | вул. Добровольського, 7         |
| 18 | «Вербиченька»       | комбінований | ясла-садок | 57       | 334   | вул. Невського, 25              |
| 21 | «Веселка»           | загальний    | ясла-садок | 36       | 154   | бул Шевченка, 149               |
| 22 | «Жайворонок»        | загальний    | ясла-садок | 51       | 271   | вул. Гоголя, 490                |
| 23 | «Струмок»           | спеціальний  | ясла-садок | 47       | 91    | пров. Черкаський, 12            |
| 25 | «Пізнайко»          | комбінований | ясла-садок | 57       | 245   | вул. Героїв Майдану, 18         |
| 27 | «Ромашка»           | спеціальний  | ясла-садок | 32       | 66    | вул. Верхня Горова, 54/1        |
| 29 | «Ластівка»          | спеціальний  | садок      | 72       | 90    | бул. Шевченка, 176              |
| 30 | «Вербиченька»       | загальний    | ясла-садок | 32       | 138   | вул. Припортова, 29             |
| 31 | «Калинка»           | спеціальний  | садок      | 40       | 95    | вул. Митницька, 59              |
| 32 | «Теремок»           | загальний    | ясла-садок | 33       | 112   | вул. Благовісна, 235а           |
| 33 | «Супутник»          | загальний    | ясла-садок | 32       | 138   | пров. Крилова, 7                |
| 34 | «Дніпряночка»       | загальний    | ясла-садок | 58       | 377   | вул. Гагаріна, 53               |
| 35 | «Горобинка»         | спеціальний  | садок      | 54       | 131   | вул. Кобзарська, 97             |
| 37 | «Ракета»            | загальний    | ясла-садок | 47       | 208   | вул. Самійла Кішки, 153/1       |
| 38 | «Золотий ключик»    | загальний    | ясла-садок | 26       | 96    | вул. Благовісна, 215            |
| 39 | «Щасливе дитинство» | комбінований | ясла-садок | 57       | 269   | вул. Нижня Горова, 56           |
| 41 | «Дударик»           | комбінований | ясла-садок | 50       | 234   | вул. Смілянська, 81             |
| 43 | «Морська хвиля»     | комбінований | ясла-садок | 54       | 281   | вул. Різдвяна, 7а               |
| 45 | «Теремок»           | загальний    | ясла-садок | 30       | 248   | вул. В'ячеслава Чорновола, 233а |
| 46 | «Малюк»             | загальний    | ясла-садок | 34       | 171   | вул. Грибоєдова, 57             |
| 50 | «Світлофорчик»      | загальний    | ясла-садок | 66       | 340   | вул. Верхня Горова, 65          |
| 54 | «Метелик»           | комбінований | ясла-садок | 41       | 178   | вул. Пушкіна, 143/1             |
| 55 | «Лісовий куточок»   | загальний    | ясла-садок | 62       | 240   | вул. Самійла Кішки, 187/1       |
| 57 | «Волошка»           | комбінований | ясла-садок | 33       | 139   | вул. Толстого, 73/1             |
| 59 | «Петрушка»          | загальний    | ясла-садок | 54       | 264   | вул. Нарбутівська, 117          |
| 60 | «Ялинка-Веселинка»  | комбінований | ясла-садок | 54       | 277   | вул. Нарбутівська, 202          |
| 61 | «Ягідка»            | загальний    | ясла-садок | 29       | 127   | вул. Максима Залізняка, 93/1    |
| 62 | «Казка»             | комбінований | ясла-садок | 52       | 296   | вул. Нарбутівська, 204          |
| 63 | «Тополька»          | загальний    | ясла-садок | 34       | 149   | вул. Самійла Кішки, 216/1       |
| 65 | «Котигорошко»       | загальний    | ясла-садок | 26       | 160   | вул. Хоменка, 16/1              |
| 69 | «Росинка»           | загальний    | ясла-садок | 51       | 233   | вул. Смаглія, 4                 |
| 70 | «Настуся»           | загальний    | ясла-садок | 50       | 257   | вул. Сумгаїтська, 55            |
| 72 | «Струмочок»         | загальний    | ясла-садок | 29       | 158   | вул. Смілянська, 121            |
| 73 | «Мальвіна»          | комбінований | ясла-садок | 50       | 265   | вул. Сумгаїтська, 57            |
| 74 | «Лісова пісня»      | санаторний   | ясла-садок | 66       | 224   | пров. Медичний, 14              |
| 76 | «Золотий півник»    | загальний    | ясла-садок | 30       | 144   | вул. Грушевського, 136/1        |
| 77 | «Берізка»           | комбінований | ясла-садок | 47       | 297   | вул. Гоголя, 504                |
| 78 | «Джерельце»         | загальний    | садок      | 62       | 311   | вул. Кобзарська, 38             |
| 81 | «Незабудка»         | комбінований | ясла-садок | 54       | 269   | вул. Благовісна, 272            |
| 83 | «Лісова казка»      | комбінований | ясла-садок | 56       | 254   | вул. Героїв Майдану, 3/1        |
| 84 | «Вінні-Пух»         | комбінований | ясла-садок | 62       | 267   | вул. Героїв Майдану, 11/1       |
| 86 | «Світанок»          | загальний    | ясла-садок | 20       | 94    | вул. Канівська, 3               |
| 87 | «Дельфін»           | загальний    | ясла-садок | 31       | 231   | вул. Сумгаїтська, 45            |
| 89 | «Віночок»           | комбінований | ясла-садок | 57       | 275   | вул. Тараскова, 8               |
| 90 | «Весняночка»        | загальний    | ясла-садок | 57       | 302   | вул. Припортова, 12             |
| 91 | «Кобзарик»          | комбінований | ясла-садок | 73       | 299   | вул. Сержанта Смірнова, 4       |

## Шкільна освіта
Заклади середньої освіти в Черкасах представлені як загальноосвітніми школами (26 закладів), так і закладами нового типу, до яких, зокрема, належать 2 ліцеї, 3 гімназії, 8 спеціалізованих шкіл та колегіум. Також у місті нині функціюють 3 приватні школи.
Загальноосвітні школи
| Назва                                                                   | Ступені | Учні | Персонал | Адреса                            |
| ----------------------------------------------------------------------- | ------- | ---- | -------- | --------------------------------- |
| Черкаська загальноосвітня школа № 2                                     | І-III   | 705  | 46       | вул. Самійла Кішки, 187           |
| Черкаська загальноосвітня школа № 4                                     | І-III   | 754  | 51       | вул. Кривалівська, 16             |
| Черкаська загальноосвітня школа № 5                                     | І-III   | 573  | 68       | вул. Різдвяна, 60                 |
| Черкаська загальноосвітня школа № 6                                     | І-III   | 347  | 38       | вул. Гоголя, 123                  |
| Черкаська загальноосвітня школа № 7                                     | І-III   | 502  | 38       | вул. Добровольчих батальйонів, 13 |
| Черкаська загальноосвітня школа № 8                                     | І-III   | 502  | 49       | вул. Смілянська, 88/2             |
| Черкаська загальноосвітня школа № 10                                    | І-III   | 505  | 42       | просп. Хіміків, 36                |
| Черкаська загальноосвітня школа № 11                                    | І-III   | 576  | 45       | вул. Надпільна, 291               |
| Черкаська загальноосвітня школа № 12                                    | І-III   | 714  | 64       | вул. Богдана Хмельницького, 118   |
| Черкаська загальноосвітня школа № 15                                    | І-III   | 758  | 60       | вул. Кобзарська, 77               |
| Черкаська загальноосвітня школа № 19                                    | І-III   | 580  | 43       | вул. Університетська, 62а         |
| Черкаська загальноосвітня школа № 21 імені Ю. Г. Іллєнка                | І-III   | 603  | 47       | вул. Нижня Горова, 82             |
| Черкаська загальноосвітня школа № 22                                    | І-III   | 516  | 42       | вул. Кобзарська, 108              |
| Черкаська загальноосвітня школа № 24                                    | І-III   | 493  | 41       | вул. Бидгощська, 1                |
| Черкаська загальноосвітня школа № 25                                    | І-III   | 402  | 32       | вул. Нарбутівська, 206            |
| Черкаська загальноосвітня школа № 26 імені І. Ф. Момота                 | І-III   | 597  | 50       | вул. Олени Теліги, 15             |
| Черкаська загальноосвітня школа № 29                                    | І-III   | 228  | 29       | вул. Карбишева, 5                 |
| Черкаська загальноосвітня школа № 30                                    | І-III   | 887  | 60       | вул. Віталія Вергая, 14           |
| Черкаська загальноосвітня школа № 32                                    | І-III   | 911  | 92       | вул. Героїв Майдану, 10           |
| Черкаський навчально-виховний комплекс № 34                             | І-III   | 706  | 56       | вул. Гагаріна, 91                 |
| Черкаське навчально-виховне об'єднання № 36 імені Героїв-прикордонників | І-ІІ    | 113  | 17       | селище Оршанець                   |
| Черкаський навчально-реабілітаційний центр «Країна добра»               | І-III   | 76   | 41       | вул. Подолинського, 11/1          |
| Черкаський навчально-реабілітаційний центр                              | І-III   | -    | 8        | вул. Кавказька, 7                 |
| Черкаська санаторна школа-інтернат                                      | І-ІІ    | 532  | 133      | вул. Надпільна, 532               |
| Черкаська спеціальна школа-інтернат                                     | І-III   | -    | 42       | вул. Тараскова, 14                |

Спеціалізовані школи
| Назва                                                          | Ступені | Учні | Персонал | Адреса                          |
| -------------------------------------------------------------- | ------- | ---- | -------- | ------------------------------- |
| Черкаська спеціалізована школа № 3                             | І-III   | 733  | 48       | вул. Байди Вишневецького, 58    |
| Черкаська спеціалізована школа № 13                            | І-III   | 683  | 54       | вул. Гетьмана Сагайдачного, 146 |
| Черкаська спеціалізована школа № 17                            | І-III   | 1963 | 133      | вул. Хрещатик, 218              |
| Черкаська спеціалізована школа № 18 імені В'ячеслава Чорновола | І-III   | 999  | 70       | вул. Нечуя-Левицького, 12       |
| Черкаська спеціалізована школа № 20                            | І-III   | 735  | 70       | вул. Бидгощська, 3              |
| Черкаська спеціалізована школа № 27 імені М. К. Путейка        | І-III   | 721  | 73       | вул. Сумгаїтська, 22            |
| Черкаська спеціалізована школа № 28 імені Т. Г. Шевченка       | І-III   | 1003 | 75       | вул. Героїв Майдану, 3          |
| Черкаська спеціалізована школа № 33 імені Василя Симоненка     | І-III   | 827  | 63       | вул. Героїв Дніпра, 13          |

Гімназії
| Назва                                             | Ступені | Учні | Персонал | Адреса                 |
| ------------------------------------------------- | ------- | ---- | -------- | ---------------------- |
| Перша міська гімназія міста Черкас                | І-III   | 670  | 60       | вул. Святотроїцька, 68 |
| Черкаська міська гімназія № 9 імені О. М. Луценка | І-III   | 1405 | 88       | вул. Юрія Іллєнка, 52  |
| Черкаська міська гімназія № 31                    | І-III   | 1255 | 127      | вул. Героїв Дніпра, 27 |

Ліцеї та колегіум
| Назва                                        | Ступені | Учні | Персонал | Адреса               |
| -------------------------------------------- | ------- | ---- | -------- | -------------------- |
| Черкаський гуманітарно-правовий ліцей        | II-III  | 314  | 33       | вул. Надпільна, 291  |
| Черкаський фізико-математичний ліцей (ФІМЛІ) | II-III  | 361  | 33       | вул. Благовісна, 280 |
| Черкаський колегіум «Берегиня»               | І-III   | 1022 | 67       | вул. Хоменка, 14/1   |

## Професійно-технічна освіта
Мережа професійно-технічних навчальних закладів включає в себе 3 училища, 2 ліцеї, коледж та спеціальний навчальний центр при колонії:
| Назва                                                                           | Рівень | Учні | Персонал | Адреса                         |
| ------------------------------------------------------------------------------- | ------ | ---- | -------- | ------------------------------ |
| Черкаське вище професійне училище                                               | III    | -    | -        | вул. Подолинського, 20         |
| Черкаське вище професійне училище будівельних технологій                        | II     | -    | -        | вул. В'ячеслава Чорновола, 168 |
| Черкаське вище професійне училище імені Героя Радянського Союзу Г. Ф. Короленка | III    | -    | -        | вул. Смаглія, 6                |
| Черкаський професійний ліцей                                                    | II     | -    | -        | вул. Олексія Панченка, 13      |
| Черкаський професійний автодорожній ліцей                                       | II     | -    | -        | вул. Онопрієнка, 4             |
| Черкаський художньо-технічний коледж                                            | II     | -    | -        | вул. Сумгаїтська, 13           |
| Черкаський навчальний центр № 62                                                | II     | -    | -        | вул. Сурікова, 30              |

## Позашкільна освіта

Обласна спеціалізована ДЮСШ олімпійського резерву

Позашкільні освітні заклади Черкас представлені Центром дитячої та юнацької творчості, міською станцією юних техніків, Клубом юних моряків з власною флотилією, Центром туризму та спорту (ЦТКСУМ).
У Черкасах діє Черкаська обласна спеціалізована дитячо-юнацька спортивна школа олімпійського резерву.

## Вища освіта
Вищу освіту в Черкасах надає розгалужена система закладів вищої освіти, причому як державних, так і приватних. До вищих навчальних закладів III-IV рівнів акредитації належать:
- Черкаський національний університет імені Богдана Хмельницького (ЧНУ) — надає освіту за 47 спеціальностями, зокрема: біологія, економіка, історія та юриспруденція, математика, психологія, інформаційні технології, філологія, фізика, хімія, фізична культура; здійснюється підвищення кваліфікації та перепідготовки кадрів;
- Черкаський державний технологічний університет (ЧДТУ) — надає освіту за спеціальностями: «фінанси», «облік і аудит», «економіка підприємств», «менеджмент організацій», «програмне забезпечення автоматизованих систем», «комп'ютерні системи», «радіотехніка», «прилади точної механіки», «технологія машинобудування», «металорізальні верстати та системи», «промислове та цивільне будівництво», «екологія», «хімічна технологія неорганічних речовин», «прикладна лінгвістика», «економічна кібернетика», «електротехнічні системи електроспрживання», «дизайн», «медичні прилади», «управління проектами»;
- Черкаський інститут банківської справи Університету банківської справи Національного банку України (м. Київ);
- Черкаський інститут пожежної безпеки імені Героїв Чорнобиля Національного університету цивільного захисту України — вищий навчальний заклад системи ДСНС України, який готує рятувальників та пожежників тощо.
- Східноєвропейський університет імені Рауфа Аблязова — приватний вищий навчальний заклад.

Серед вищих навчальних закладів І-ІІ рівнів акредитації:
- Черкаська медична академія;
- Черкаський державний бізнес-коледж;
- Черкаський комерційний технікум;
- Черкаський кооперативний економіко-правовий коледж;
- Черкаський політехнічний технікум;
- Черкаське музичне училище імені С. С. Гулака-Артемовського.